# Titularbistum Colbasa
Colbasa ist ein Titularbistum der römisch-katholischen Kirche.
Es geht zurück auf einen untergegangenen Bischofssitz in der antiken Stadt Kolbasa, die in der Landschaft Pisidien im südlichen Kleinasien lag. Der Bischofssitz war der Kirchenprovinz Perge zugeordnet.
| Titularbischöfe von Colbasa |                     |                                      |                   |               |
| Nr.                         | Name                | Amt                                  | von               | bis           |
| 1                           | Paul Marie Kinam Ro | Apostolischer Vikar in Seoul (Korea) | 10. November 1942 | 10. März 1962 |
| 2                           | Pasquale Bacile     | Weihbischof in Acireale (Italien)    | 7. Juli 1962      | 5. Juli 1964  |